# Alfred Kliegl
Alfred Kliegl (* 2. September 1877 in München; † 7. November 1953 in Siegsdorf) war ein deutscher Chemiker und Professor für pharmazeutische Chemie an der Universität Tübingen.

## Familie
Sein Vater Adalbert Kliegl war ein wohlhabender Händler mit hohem Ansehen. Seine Mutter Amalie stammte aus München. Die Schwester von Alfred Kliegl, Eugenie, mit der er sehr eng verbunden war, hatte Kinderlähmung und verstarb bereits 1951. Ihr Tod traf ihn sehr schwer.
1904 heiratete er seine Cousine Erna Kegel, die ihm nach dem Tod seiner Schwester eine große Stütze war. Sein Grab befindet sich auf dem Friedhof in Siegsdorf.

## Leben
Alfred Kliegl besuchte bis 1896 das Wilhelmsgymnasium München und schloss dieses mit dem Reifezeugnis ab. Anschließend studierte er zwei Jahre an der Forstlichen Hochschule Aschaffenburg und ein Jahr in München. Danach stieg er auf Chemie um, weil ihn die wissenschaftliche Seite der Naturbetrachtung und die Persönlichkeit seines Lehrerers Adolf von Baeyer faszinierten und fesselten. Dieser nahm ihn nach bestandenem Verbandsexamen als Doktorand an. Er war der letzte persönliche Schüler Baeyers.
Kliegl promovierte am 25. Juli 1903 zum Dr. phil. und war von 1903 bis 1904 kurz als Chemiker in Lüneburg in der Wachsbleiche tätig. Ab dem Sommersemester 1904 begann Alfred Kliegl seine Arbeit im chemischen Laboratorium der Universität Tübingen. Zuerst arbeitete er zwei Jahre privat wissenschaftlich und erhielt im Sommersemester 1906 die Stelle des Vorlesungsassistenten bei Wilhelm Wislicenus dem Professor für Chemie. 1908 übertrug er Kliegl die Stelle des Unterrichtsassistenten in der anorganischen Abteilung.
Am 17. August 1909 konnte sich Alfred Kliegl mit seiner Arbeit „Zur Kenntnis aromatischer Nitroverbindungen“ für Chemie habilitieren. Sein Forschungsgebiet lag auf dem Gebiet der organischen Chemie, sodass ihm Wislicenus die Leitung der organischen Abteilung zuteilte. Am 12. August 1914 erhielt er die Dienstbezeichnung außerordentlicher Professor.
Als der Erste Weltkrieg ausbrach, wurde Alfred Kliegl zum Militärdienst einberufen. Erst mit dem Sommersemester 1919 konnte er wieder an die Universität Tübingen zurückkehren. Nachdem Rudolf Weinland nach Würzburg berufen worden war, schlug Wislicenus dem Senat und der Regierung in Stuttgart seinen langjährigen Mitarbeiter Alfred Kliegl als Nachfolger für die Leitung der pharmazeutischen Abteilung vor. Rudolf Weinland war wie sein Vorgänger approbierter Apotheker gewesen. Mit Kliegl stand ein Chemiker auf der Vorschlagsliste, dies rief den Protest der Apotheker hervor. Auch die Pharmaziestudenten wünschten sich in Eingaben und offenen Briefen die Berufung eines Apothekers als pharmazeutischen Hochschullehrer. Die Fakultät hielt die Berufung aufrecht, so ernannte der württembergische Staatspräsident Alfred Kliegl am 21. März 1921 zum außerordentlichen Professor für pharmazeutische Chemie an der Universität Tübingen.
Während des Krieges hatte er als neuer Professor an der Universität Tübingen mit einigen Schwierigkeiten zu kämpfen und musste sich in Expertenkreisen erst beweisen. Die daraufhin in Aufrufen verbreitete Forderung „Cavete Tübingen“ hatte einen Rückgang der Zahl der Pharmaziestudenten zur Folge. Sich durchzusetzen gelang ihm jedoch sehr gut und er setzte sich engagiert für den Ausbau der pharmazeutischen Abteilung ein. Diese war viele Jahre die kleinste Einheit des chemischen Universitätslaboratoriums. Der Ausbau der Abteilung erfolgte erst in Kliegls letzten Jahren, sodass er 1953 gerade noch mitbekam, wie die Studenten in das neue Gebäude einzogen.
Die wissenschaftlichen Arbeiten von Alfred Kliegl blieben auch als Professor für pharmazeutische Chemie weiterhin Problemen der organischen Chemie zugewandt. Auf pharmazeutische Themen sind weder er noch seine Doktoranden in ihren Arbeiten eingegangen. Seine Arbeiten beschäftigten sich mit 9-substituierten Fluorenen, Reaktionen von Nitroverbindungen, Anthranilabkömmlingen, Untersuchung von Verbindungen die aus Nitrobenzaldehyd und Phosphorhalogeniden bzw. Phosphoroxychlorid bestehen, außerdem Acridon- bzw. Acridinderivate.
Nur wenige seiner Arbeiten sind in der Literatur zu finden, die meisten sind in Dissertationen niedergelegt. Bis 1921 promovierten nur wenige Chemiker bei ihm. Unter diesen befand sich ein Apotheker, der langjährige Kriegsteilnehmer Albrecht Wünsch aus Freudenstadt, der am 14. Februar 1920 mit der Arbeit „Über die Isomerie beim 9-Acetoxyfluoren und über Benzophenon-p-sulfosäure“ promovierte. Als zweiter Apotheker promovierte Theodor Beck von Altensteig am 27. Februar 1924. Beck blieb danach noch auf der Stelle des Assistenten in der pharmazeutischen Abteilung. Durch ihn nahm die Pharmazie einen Aufschwung.
Mit der Aufhebung des Pharmaziestudiums in Stuttgart im Jahre 1935 kam der dortige Abteilungsvorstand Eugen Bamann als außerordentlicher Professor für Pharmazie nach Tübingen, sodass nun zwei Lehrstühle für Pharmazie bestanden, die nie mehr als 45 Studenten fassten. 1941 verließ Bamann Tübingen wieder und die Leitung der Ausbildung der Pharmaziestudenten ging wieder allein an Alfred Kliegl. Zur Seite standen ihm als Assistenten vier Apothekerinnen und Chemikerinnen die Ende des Zweiten Weltkriegs promovierten.
Da Kliegl kein Mitglied der NSDAP gewesen war, erwarteten das pharmazeutische Institut nach Kriegsende keinerlei Beschränkungen. Trotzdem konnte die Zahl von Studenten die aufgenommen werden konnte aus Kapazitätsgründen nicht erhöht werden.
1947 wurde er trotz seiner bereits 69 Jahre zum Dekan gewählt und setzte sich als Lehrer und Berater für seine Studenten ein.
Im Sommer 1948 las Alfred Kliegl zum letzten Mal Pharmazie. Er arbeitete noch einige Jahre in experimenteller Arbeit am Institut weiter bis ihn seine Herz- und Kreislaufbeschwerden, die durch starkes Rauchen verursacht wurden, zur Aufgabe seiner Tätigkeit zwangen.
Seine Reihe der chemischen Berichte vermachte er seinem früheren Institut und sein Haus in Siegsdorf (Villa Trauneck, Traunsteiner Straße 8) der Universität Tübingen, die dieses als Ferienhaus nutzte. Seine Andacht fand in Tübingen statt, da er lange nicht in Heimat gewesen war. Trotzdem war er in dort beliebt und für seine gütige Art bekannt.

## Veröffentlichungen
- A. Kliegl über Phenylfluoren; Inaug.-Dissertat. Universität München [1903].
- A. Kliegl über die Kondensation von Benzaldehyd mit Toluol; 38, 84 [1905].
- A. Kliegl über Phenylfluoren; 38, 284 [1905].
- A. Kliegl über die Nitroderivate des Tetramethyldiamidobenzophenons; 39, 1266 [1906].
- A. Kliegl über die Synthese des o-Nitro-triphenylmethans; 40, 4937 [1907].
- A. Kliegl über die Kondensation von o-Nitrobenzaldehyd mit aromatischen Kohlenwasserstoffen in Gegenwart konzentrierter Schwefelsäuren; 41, 1845 [1908].
- A. Kliegl zur Kenntnis aromatischer Nitroverbindungen; Habilitationsschrift, Universität Tübingen [1909].
- A. Kliegl, Neue Bildungsweisen von Acridon; 42, 591 [1909].
- A. Kliegl und Karl Haas (Apotheker), Aromatische Homologe des symmetrischen Dichlordimethyläthers; 42, 2581 [1909].
- A. Kliegl, Fluorenäther; 43, 2488 [1910].
- A. Kliegl und Karl Haas über o.o'-Dinitro-tolan; 44, 1209 [1911].
- A. Kliegl und A. Fehrle über N-Oxy-acridon und „Acridol“; 47, 1629 [1914].
- A. Kliegl und H. Huber über die Einwirkung von Aluminiumchlorid auf Lösungen aromatischer Nitrokohlenwasserstoffe in aromatischen Kohlenwasserstoffen; 53, 1646 [1920].
- A. Kliegl und A. Schmalenbach, β-Oxy-chinolin-Derivate aus den N-Benzal-Verbindungen der o-Aminophenyl-essigsäure; 56, 1517 [1923].
- A. Kliegl, A. Wünsch und R. Weigele, Isomerie bei Fluoren-9-Derivaten; 59, 631 [1926].
- A. Kliegl und W. Holle über die Einwirkung von alkoholischem Alkali auf m-Nitrobenzalhalogenide; 59, 901 [1926].
- A. Kliegl, Isomerie bei Fluoren-9-Derivaten; 62, 1327 [1929].
- A. Kliegl, F. Weng und G. Wiest, Berichtigung zu unserer Mitteilung „Isomerie bei Fluoren-9-Derivaten“; 63, 1631 [1930].
- A. Kliegl, Nochmals über Isomerie bei Fluoren-9-Derivaten; 64, 2420 [1931].
- A. Kliegl und A. Brösmle, über N-Oxy-acridon und „Acridol“; 69, 197 [19361].
- A. Kliegl und L. Schaible über die Konstitution der Bromierungsprodukte von Acridonen und N-Hydroxy-acridonen; 90, 60 [1957].